# Associació de Futbol d'Eslovènia
L'Associació de Futbol d'Eslovènia (NZS) (en eslovè: Nogometna zveza Slovenije) és l'òrgan de govern del futbol a Eslovènia. Organitza la primera divisió (1. SNL), segona divisió (2. SNL), tercera divisió (Est i Oest), Copa d'Eslovènia, Lliga Femenina d'Eslovènia i altres competicions. També és responsable de la selecció nacional de futbol d'Eslovènia i de la selecció femenina de futbol d'Eslovènia. Va ser fundada com a Subassociació de Futbol de Ljubljana el 24 d'abril de 1920.

## Presidents
- Danijel Lepin (1948–1950)
- Martin Grajf (1950–1952)
- Franc Sitar (1952–1954)
- Jože Grbec (1954–1958)
- Stane Lavrič (1958–1962)
- Stane Vrhovnik (1962–1968)
- Roman Vobič (1968–1970)
- Jože Snoj (1970–1973, 1976–1978)
- Tone Florjančič (1973–1976)
- Miro Samardžija (1978–1981)
- Boris Godina (1981)
- Branko Elsner (1982–1985)
- Marko Ilešič (1985–1989)
- Rudi Zavrl (1989–2009)
- Ivan Simič (2009–2011)
- Aleksander Čeferin (2011–2016)
- Radenko Mijatović (2016–present)[2]